# Калачёво (аэродром, Омская область)
Калачёво — спортивный аэродром (посадочная площадка) в Омском районе Омской области, в 13 км южнее границы города Омска.
Предназначен для базирования и выполнения полётов воздушными судами авиации общего назначения (АОН), экспериментальной авиации, а также выполнения парашютных прыжков.
Эксплуатируется общественной организацией "Омская региональная федерация сверхлёгкой и лёгкой авиации".
Работает по выходным дням с 10:00 до 20:00 UTC, по средам с 17:00 до 20:00 UTC, в другие дни - по заявкам.